# Ashram
Pour le groupe musical italien, voir Ashram (groupe).

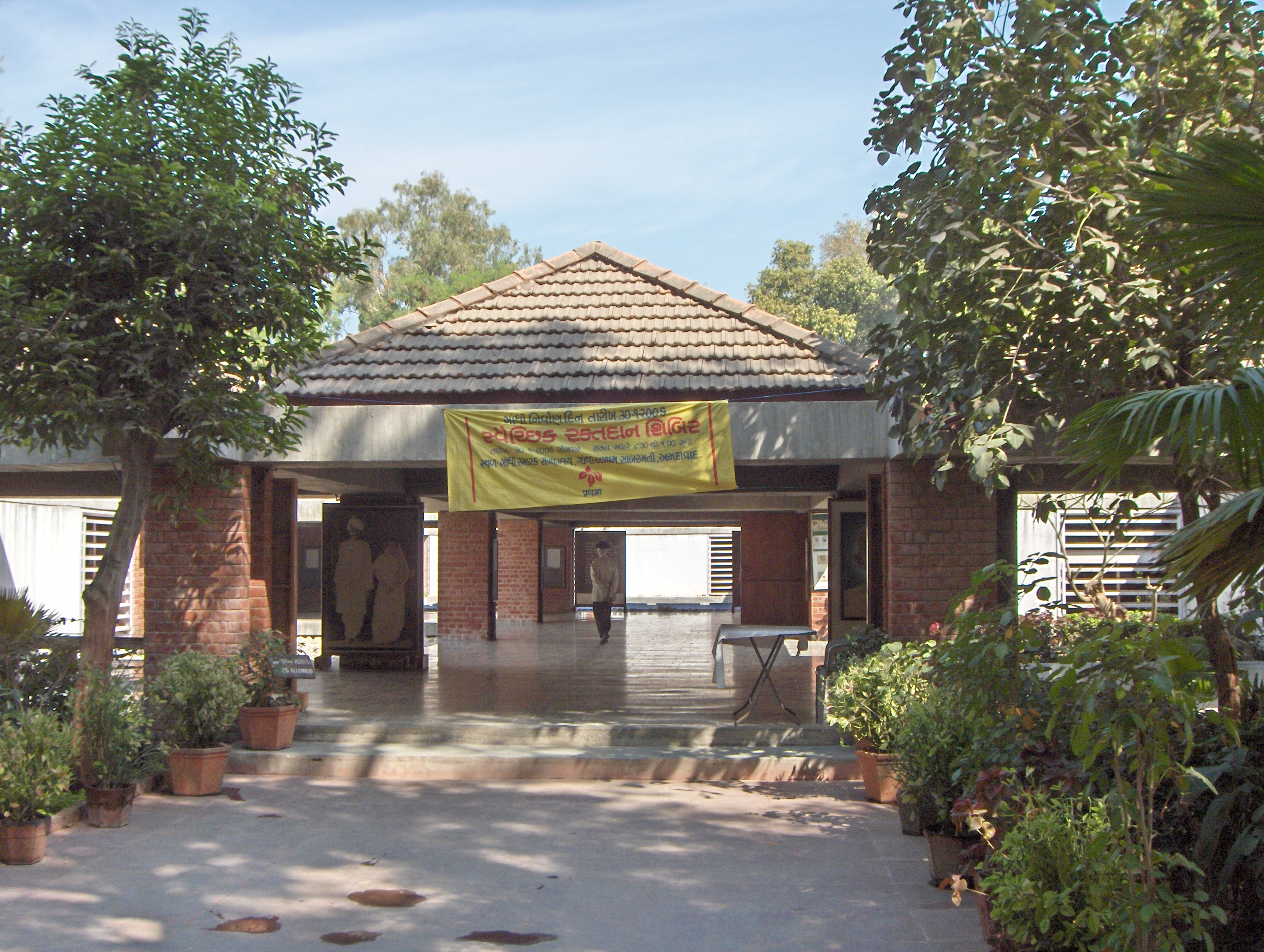
Entrée de l'ashram Sabarmati, une des résidences de Gandhi

Un ashram (devanagari : आश्रम ; IAST : āśrama) était, dans l'Inde ancienne, sous le nom d'āshram ou āshrama, un ermitage en un lieu isolé, dans la forêt ou la montagne, où, dans une grande austérité de vie, un sage vivait et cherchait l'union à Dieu dans la solitude et la paix intérieure, loin des distractions et agitations du monde. Si le lieu servait à la pénitence, il était aussi utilisé pour la formation religieuse.
Ce mot est employé encore aujourd'hui dans l'hindouisme pour une institution animée par un guru où des élèves, petits et grands, séjournent pour suivre les enseignements du maître. On utilise alors souvent, dans ce cas, le mot gurukula — de guru (enseignant, professeur) et kula (famille, maison) — pour désigner le lieu où vivent tant la famille biologique du guru que le groupe de ses élèves.
Le terme ashrama désigne aussi l'un des quatre stades de la vie religieuse d'un brahmane.

## Histoire

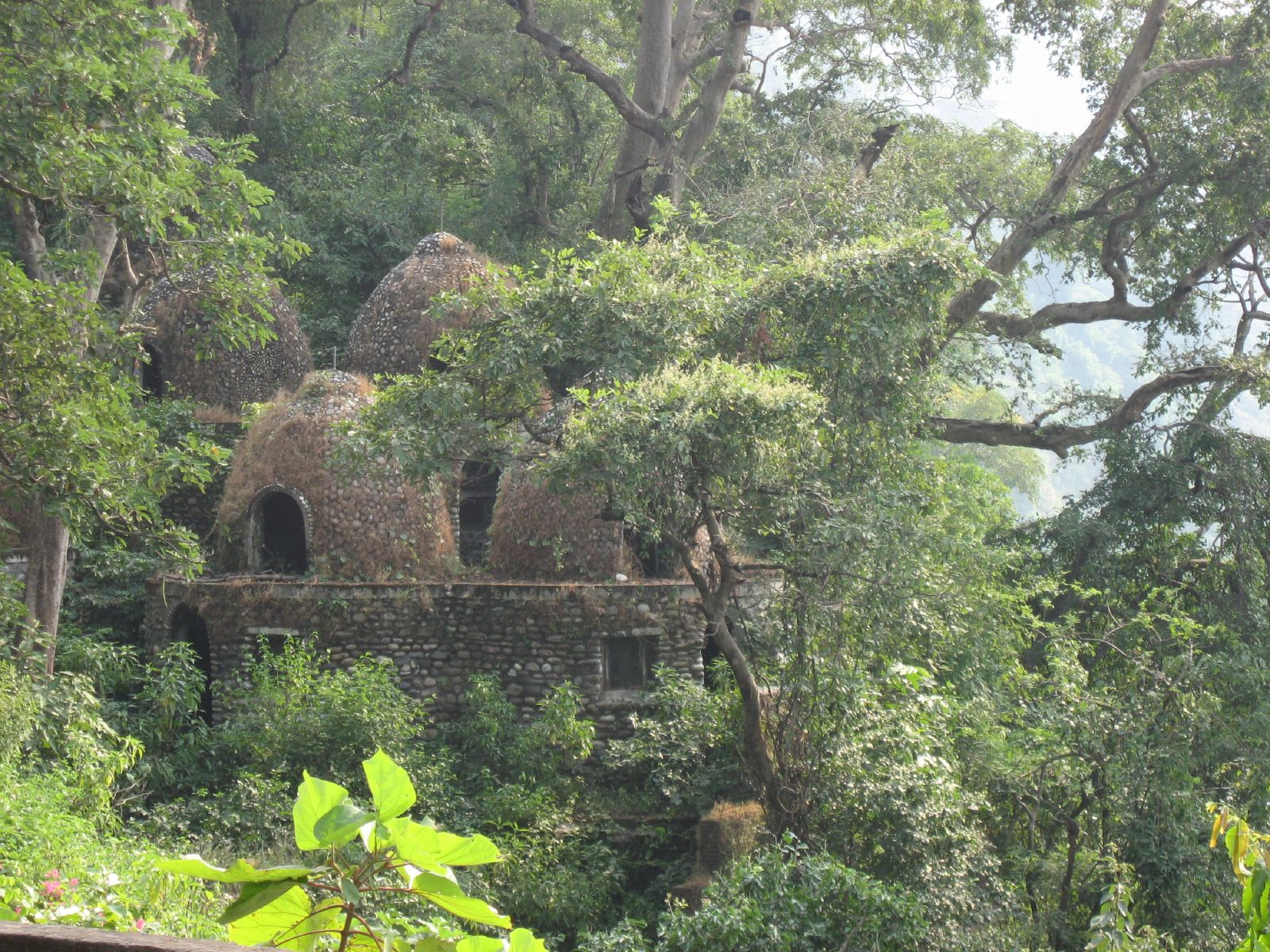
Les chambres de méditation abandonnées de l'āshram de Maharishi Mahesh Yogi.

Des ashrams sont présents en Inde depuis au moins 4 000 ans av. J.-C.. Concernant le XXe siècle, on se souviendra de l'ashram de Sabarmati à Ahmedabad qui servit de quartier général au Mahatma Gandhi durant la lutte pour l'indépendance et celui fondé par le bengali Aurobindo Ghose, le révolutionnaire devenu philosophe à Pondichéry, qui est à l'origine d'Auroville.
L'ashram Chaurasi Kutia à Rishikesh situé dans le parc national de Rajaji de l'État de l'Uttarakhand, dans le nord de l'Inde, a été rendu célèbre dans le monde occidental lorsqu'il a été visité par le groupe pop britannique The Beatles en 1968. Abandonné en 1997, il a été rouvert en décembre 2015 comme site d'écotourisme.

## Les quatre stades de la vie du brahmane
Le mot ashrama désigne un des quatre stades de la vie qu'un brahmane doit traverser selon la tradition védique. Décrites dans plusieurs chapitres des Lois de Manu, ces quatre périodes (caturāśrama), qui correspondent aux quatre buts de l'existence (purushartha), sont les suivantes :
1. Le brahmacharya : le jeune hindou, en présence de son maître ou guru, observe une période de formation aussi bien académique que spirituelle. Il y développera son savoir et sa vertu.
2. Le grihastha ou gārhasthya : l'hindou entre dans la vie mondaine, il se marie et fonde une famille, qui est aussi un devoir religieux. Durant cette période, il a le droit de profiter de la vie tout en apprenant à se maîtriser.
3. Le vānaprastha ou vānaprasthya : après avoir accompli son devoir social, l'hindou quitte sa famille, à qui il a laissé les moyens de sa subsistance, et va vivre une période d'étude des écritures sacrées dans le « séjour dans la forêt ». Il y pratiquera la méditation et le jeûne.
4. Le sannyāsa  ou samnyāsa  : l'hindou réalise l'état de renoncement (vairāgya), en se désintéressant du monde, c'est alors qu'il devient un sannyasin. Détaché du monde, il peut retourner auprès des siens puisqu'il ne craint plus les tentations matérielles. Il pourra alors faire profiter son entourage de son expérience et de son savoir.

Selon Michel Angot, « cette description des « phases de la vie » concerne d'abord la vie des brahmanes ; les traités sanskrit furent rédigés par eux et à leur intention. Mais théoriquement ces quatre états successifs concernent les trois varṇa supérieurs, donc à l'exclusion des śūdra et des hors-caste. »